# Amblyeleotris morishitai
Amblyeleotris morishitai är en fiskart som beskrevs av Hiroshi Senou och Aonuma 2007. Amblyeleotris morishitai ingår i släktet Amblyeleotris och familjen smörbultsfiskar. Inga underarter finns listade i Catalogue of Life.